# إدي فيشر (لاعب كرة قاعدة)
إدي فيشر (بالإنجليزية: Eddie Fisher)‏ هو لاعب كرة قاعدة أمريكي، ولد في 16 يوليو 1936 في شريفبورت في الولايات المتحدة. لعب في دوري كرة القاعدة الرئيسي لفرق سان فرانسيسكو جاينتس، شيكاغو وايت سوكس، بالتيمور أوريولز، كليفلاند إنديانز، لوس أنجلوس آنجلز لأنهايم، سانت لويس كاردينالات بين عامي 1959 و1973.
توفي فيشر في ألتوس، أوكلاهوما، يوم 17 فبراير 2025، عن عمر يناهز 88 عامًا.

## وصلات خارجية
- إدي فيشر على موقعبيزبول رفرنس.كوم (الدوري الرئيسي) (الإنجليزية)